# Дмитрий Донски (подводница)
Подводният крайцер „Дмитрий Донски“ е все още най-голямата по габарити в света подводница, строена и приемана на въоръжение.
Той е единствената подводница западен клас „Тайфун“ от края на 1980-те години, която е обновена, за да служи за ракетни изпитания през 21 век. Новата ракета „Булава“ ще бъде базирана на подводните лодки, строящи се по проект „Борей“
Подводницата е първата от общо 6-те тежки подводни ракетоносни крайцери по стратегическия проект 941 „Акула“ на бившия СССР. През XXI век само тази първа подводница е изцяло обновена и оборудвана с пускови установки за изстрелване на най-новите руски ракети „Булава“. След обновяването в съществуващите силози за ракети Р-39 (с начално тегло от 90 тона) са били вкарани нови установки за значително по-компактната ракета „Булава“. Според други източници, за ракетите Булава е преоборудван само един от силозите на „Дмитрий Донски“.
Крайцерът „Дмитрий Донски“ е най-бързият от всички кораби в своята серия. Главен конструктор на кораба е Сергей Ковальов. Подводницата носи името на Дмитрий Донски, който е първият руски владетел, иззидал от камък Московския кремъл и превърнал града в център на руските земи.